# Круглиця (пам'ятка природи)
Кругли́ця — ботанічна пам'ятка природи місцевого значення. 
Розташована на території Стрижавської селищної ради Вінницького району Вінницької області (Вінницьке лісництво, кв. 37, діл.5; 22) поблизу смт Стрижавка. 
Оголошена відповідно до Рішення Вінницького облвиконкому від 29.08.1984 р. № 371. Площа - 3,6 га, перебуває у користуванні ДП «Вінницьке лісове господарство».
Охороняється цінна ділянка діброви з участю 200-річних дубів.

## Галерея

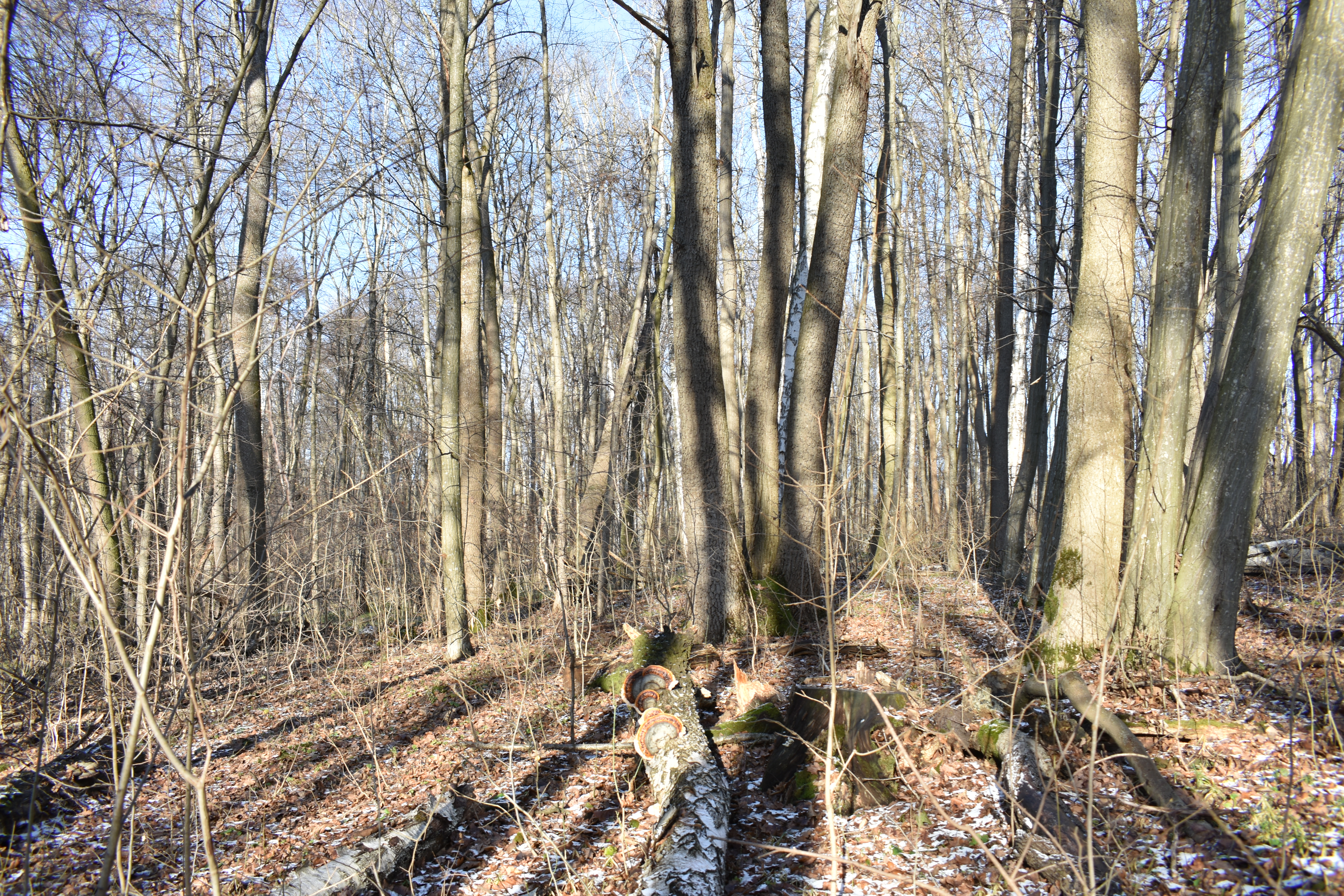
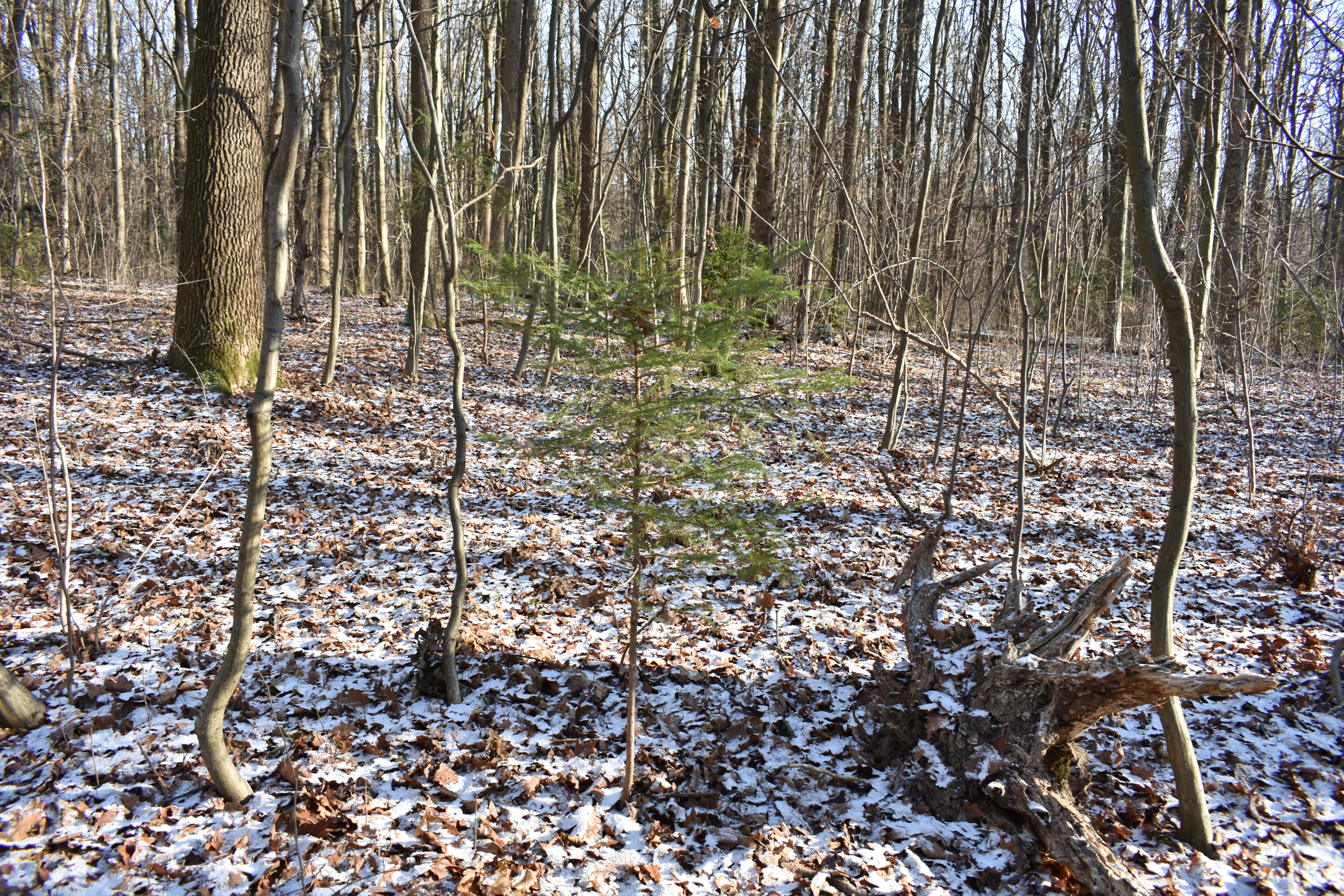
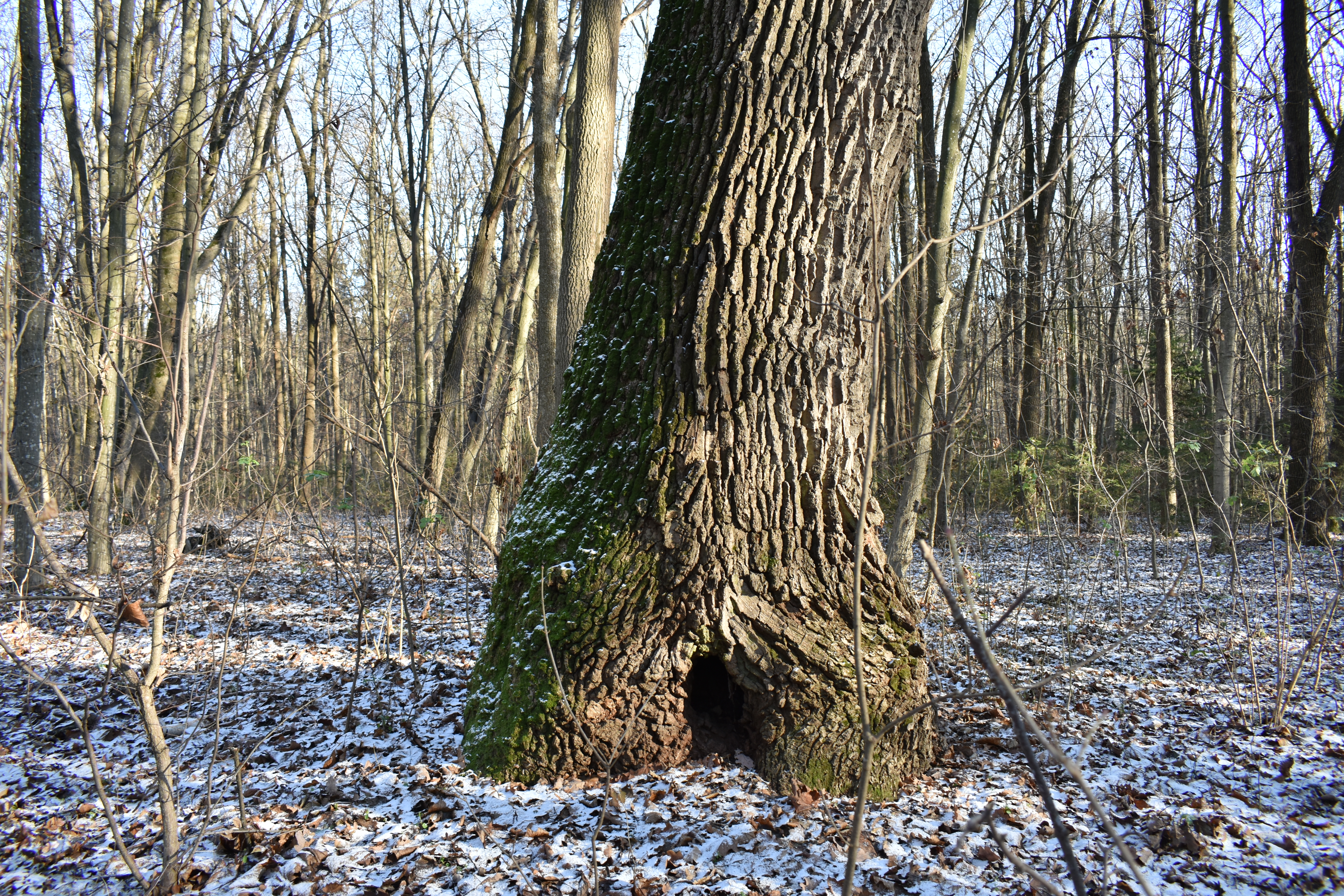